# Geierabend
Der Geierabend ist eine jährlich stattfindende Veranstaltung in Dortmund. Bei diesem alternativen Karneval wird  eine Karnevals-Prunksitzung persifliert.
Die Mitwirkenden sind Solokünstler, die sich für diese Produktion zusammenfinden. Veranstalter ist das freie Theater Fletch Bizzel, das den ersten Geierabend im Jahr 1992 organisiert hat. Seitdem sind die Zuschauerzahlen kontinuierlich gewachsen. Der Geierabend findet statt in den Räumlichkeiten der Zeche Zollern. Insgesamt finden etwa 40 Veranstaltungen pro Jahr statt, zumeist in der Karnevalszeit zwischen Januar und März. Im Sommer gibt es zudem ein dreitägiges Open-Air-Festival in einem Dortmunder Biergarten. Der WDR sendete Aufzeichnungen der Show.
Neben dem „Original Jallermann-Klangtett“, der Show-Band und den „Panneköppen“ steht die Figur des „Steigers“ im Mittelpunkt der Session. Er moderiert die Veranstaltung und verleiht in jedem Jahr den „Pannekopp des Jahres“ an „verdiente“ Persönlichkeiten aus Politik und Unterhaltung. Der Orden, bestehend aus 28,5 Kilogramm rostigem Stahl, wurde bislang von fast allen Preisträgern statutengemäß nicht angenommen. Lediglich der Preisträger 2009, Franz-Josef Drabig, erschien zur Preisverleihung und hängte sich den Orden vor der Ablehnung um.

## Pannekopp des Jahres
| Jahr | Motto des Abends                                                       | Preisträger |
| 2003 | Geht gib's nich                                                        | Projekt Ruhr |
| 2004 | Morgens is nich mein Tach                                              | Kaufleute des BVB |
| 2005 | Am Pott kommt keiner vorbei                                            | Adam Opel AG |
| 2006 | Joghurt ohne Gräten                                                    | Joachim Lottmann |
| 2007 | Das Ziel is im Weg                                                     | Veronica Ferres |
| 2008 | Wir lachen vor Madagaskar                                              | Werner Müller |
| 2009 | Ruhrpott, ich komm nach dir                                            | Franz-Josef Drabig |
| 2010 | Wir sind Kulturhauptstadt                                              | Thomas Middelhoff |
| 2011 | Pott to go                                                             | Envio AG |
| 2012 | Durch das wilde Ruhrdistan                                             | Norbert Röttgen |
| 2013 | Ein Zombie hing am Förderseil                                          | Thomas Sedran |
| 2014 | Späßchen in der Grube                                                  | FC Schalke 04 |
| 2015 | Nach uns die Currywurst                                                | Ursprünglich der Dortmunder Polizeipräsident Gregor Lange. Offiziell vom Geierabend nachträglich aberkannt im Jahr 2021. |
| 2017 | Planet Pott                                                            | Frauke Petry |
| 2018 | Herr der Ringe                                                         | Armin Laschet |
| 2019 | Größte Stadt Festlandeuropas ohne eigenen Bahnhof                      | DB Netz |
| 2020 | Unglaublichen Umgang und die windelweiche Begründung der Softie-Strafe | Schalker Ehrenrat |

## Mitwirkende
Die Panneköppe
- Isabell Classen (2010 bis 2011); Hans Martin Eickmann (seit 1998); Maik Giesbert (2010 bis 2011); Benedikt Hahn  (2012 bis 2013)
- Martin Kaysh (Steiger) (seit 1998); Hans-Peter Krüger; Roman Henri Marczewski (Präsident); Franziska Mense-Moritz (seit 1998)
- Martin F. Risse; Günter Rückert (seit 1998); Sandra Schmitz

Ehemalige
- Lioba Albus; Augustin Uppmann; Barbara Müller; Heinz Weissenberg  (bis 1998)

Das Original Jallermann-Klangtett (bis 2011)
- Matthias Dornhege; Gilda Razani; Andreas Ruhnke; Hans Wanning; Bettina Hagemann (Gastmusikerin)

Die Band (seit 2012)
- Matthias Dornhege; Andreas Ruhnke; Bettina Hagemann; Oleg Bordo; Karin Hatzel